# Light Verse
Light Verse è il settimo album in studio del cantautore americano Iron & Wine, pubblicato il 26 aprile 2024 da Sub Pop. È il primo album solista di Sam Beam dai tempi di Beast Epic (2017) e segue il suo album in collaborazione con Calexico, Years to Burn (2019).
Light Verse è stato prodotto da Sam Beam e presenta il contributo di Tyler Chester alle tastiere, Sebastian Steinberg al basso, David Garza alla chitarra, Paul Cartwright al violino, Griffin Goldsmith, Beth Goodfellow e Kyle Crane alle percussioni. Fiona Apple ha contribuito con la voce aggiuntiva a All in Good Time. Beam dice che il titolo Light Verse deriva dal processo di realizzazione dell'album, che secondo lui "sembrava come uscire da un tunnel in una sorta di luce".

## Tracce
1. You Never Know – 4:51
2. Anyone's Game – 3:49
3. All in Good Time – 4:15
4. Cutting It Close – 3:00
5. Taken by Surprise – 5:20
6. Yellow Jacket – 3:26
7. Sweet Talk – 3:39
8. Tears That Don't Matter – 6:54
9. Bag of Cats – 3:23
10. Angels Go Home – 4:22